# Schambein

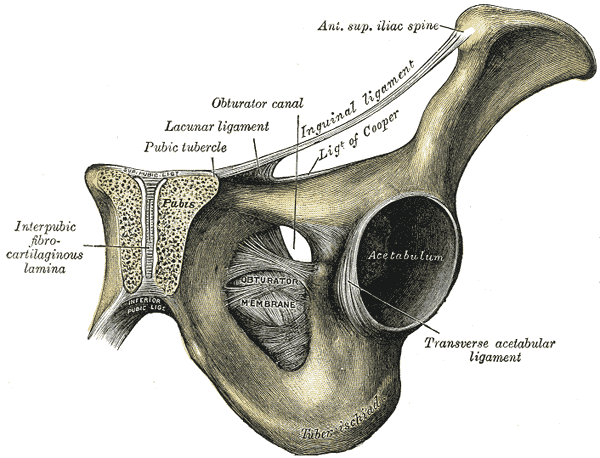
Linke Menschliche Beckenhälfte. Der Betrachter blickt – schräg von vorne-links – horizontal auf die linke Hüftgelenkpfanne (Acetabulum), die aus linkem Schambein (Bildmitte), Darmbein (oben rechts im Bild) und Sitzbein (unten) gebildet wird. Ganz links im Bild ist ein Teil des rechten Schambeins gezeichnet. Die Schambeine sind (vertikal, ventral-lateral) angeschnitten.

Das Schambein (violett, 4) innerhalb des Beckens.

Das Schambein (Pubis, lateinisch Os pubis) ist ein platter, winkelförmiger Knochen und Teil des Beckens. Es ist beidseitig vorhanden, wobei beide Schambeine in der Mittellinie durch die Schambeinfuge (Symphysis pubica) – eine faserknorpelige Verbindung – verbunden sind, wodurch sich die Beckenknochen geringfügig zueinander bewegen können. Nach vorn-oben ist das Schambein mit dem Darmbein (Os ilium) und nach unten (bei Tieren nach hinten) mit dem Sitzbein (Os ischii) knöchern verwachsen.
Das Schambein bildet den vorderen Teil der Hüftgelenkpfanne (Acetabulum), die mit dem Oberschenkelkopf das Hüftgelenk bildet. Der vordere Rand des Schambeins wird als Schambeinkamm (Pecten ossis pubis) bezeichnet, der Teil der Linea terminalis ist. Zur Mittellinie, also zur Symphyse hin, trägt dieser einen Höcker (Tuberculum pubicum, bei Tieren Tuberculum pubicum ventrale). Auf der anderen Seite endet der Schambeinkamm in einem Höcker (Eminentia iliopubica) an der Grenze zum Darmbein. Das Schambein begrenzt außerdem den vorderen Bogen des durch Muskeln (Musculus obturator externus und internus) „verstopften Lochs“ (Foramen obturatum).
In der Veterinäranatomie wird der das Acetabulum bildende Teil des Schambeins als Schambeinkörper (Corpus ossis pubis), der quer zum Beckeneingang stehende Teil als Schambeinast (Ramus ossis pubis) bezeichnet.